# 靠山镇 (农安县)
靠山镇，是中华人民共和国吉林省长春市农安县下辖的一个乡镇级行政单位。

## 行政区划
靠山镇下辖以下地区：
靠山社区、靠山村、后岭村、齐家屯村、头道沟村、史家屯村、东排木村、卧牛石村、圣水泉村、腰窝堡村、烧锅营子村和红石村。